# سیامک مره صدق
سیامک مره‌صدق (زاده ۱۳۴۴ در شیراز) استاد دانشگاه، دکتری متخصص جراحی عمومی و نماینده کلیمیان در دوره هشتم، نهم و دهم مجلس شورای اسلامی و عضو کمیسیون بهداشت و درمان مجلس شورای اسلامی بود.

## زندگی‌نامه
وی متولد ۱۳۴۴ شیراز است. در مدرسه تیزهوشان آن شهر تحصیل کرده‌است.
وی در سال ۱۳۶۲ به دانشگاه شیراز وارد شده و پس از تحصیل در رشته پزشکی توانسته تخصص خود را در جراحی عمومی کسب کند. عضویت در هیئت علمی دانشگاه کردستان، مسئول بخش اورژانس استان کردستان، مسئولیت مرکز توسعه آموزش پزشکی استان کردستان و ریاست و مسئول فنی بیمارستان و مرکز خیریه دکتر سپیر نیز در کارنامه او است.
مره‌صدق هم‌چنین رئیس انجمن کلیمیان تهران بوده‌است؛ ولی با انتخاب به سمت نمایندگی ایرانیان کلیمی در مجلس شورای اسلامی، در خرداد ماه ۱۳۸۷ این سمت را به رحمت‌الله رفیع واگذار نمود.
سیامک مره صدق در سال ۱۳۸۶ در حوزه انتخابیه اقلیت‌های دینی کلیمیان از مجموع ۲۸۴۵ رای مأخوذه، با ۲۳۷۴ رأی حائز اکثریت آراء شد.
وی در سال ۱۳۹۰ نیز با ۲٬۹۳۴ رای با درصد آرای ۹۰٫۵۶٪ دوباره به‌عنوان نماینده اقلیت کلیمیان در سمت خود ابقاء شد.
مره صدق در اولین سفر حسن روحانی به نیویورک برای شرکت در شصت و هشتمین مجمع عمومی سازمان ملل در سال ۲۰۱۳ از همراهان رئیس‌جمهور بود.
مره صدق، در واکنش به نبرد ۲۰۱۴ اسرائیل و غزه، گفت: «جنایات رژیم صهیونیستی در قبال مردم فلسطین، یادآور رفتار صدام حسین با مناطق شیعه‌نشین عراق و رفتارهای آلمان نازی در دوران جنگ جهانی اول و دوم علیه بشریت است و هیچ توجیه منطقی، عقلی و سیاسی برای آن قابل بیان نیست.»

## منتقدان
اظهارات مره‌صدق دربارهٔ نبرد ۲۰۱۴ اسرائیل و غزه واکنش سام کرمانیان، رئیس پیشین فدراسیون یهودیان ایرانی آمریکایی، در گفت و گو با جوئیش ژورنال علت صحبت مره صدق را به این که وی «بیش از این که نماینده جامعه یهودیان در مجلس ایران باشد، نماینده دست‌چین شده وزارت اطلاعات است، که مطابق با خواسته‌ها و دستورالعمل‌های تبلیغاتی جمهوری اسلامی ایران عمل کرده» تعبیر کرد.